# Ataque al fortín brasileño de Punta del Este
El Ataque al fortín brasileño de Punta del Este fue una operación militar de corta duración durante la guerra del Brasil, dirigida por el Brigadier General Juan Antonio Lavalleja. La operación tuvo lugar entre el 17 y el 19 de agosto de 1827, en la región hoy conocida como Punta del Este en Uruguay. Su objetivo era expulsar a las fuerzas brasileñas establecidas en un fortín construido estratégicamente en la zona.

## Antecedentes
La guerra del Brasil (1825-1828) fue una guerra librada entre el Imperio del Brasil y las Provincias Unidas del Río de la Plata (actual Argentina y Uruguay) por el control de la provincia Cisplatina (actual Uruguay).
A principios de 1827, el ejército brasileño había establecido un puesto avanzado en Punta del Este, una pequeña península rocosa en el sur de Uruguay rodeada de dunas de arena. El gobierno brasileño de Montevideo desplegó recursos y personal en el lugar como parte de una campaña más amplia para mantener el control de la región. Este fortín, ubicado cerca de la intersección de las actuales Avenida Gorlero y calle 27 de la ciudad de Punta del Este, representaba una amenaza para las ciudades aledañas de Maldonado y San Carlos, que estaban bajo el control de las Provincias Unidas. Las tropas de la guarnición participaron frecuentemente en incursiones y pillaje hasta que el coronel Leonardo Olivera regresó con la Guardia Nacional del campo de batalla de Ituzaingó y sitió la fortificación. 

## Preludio
El detonante inmediato de la operación fue el asesinato del coronel Ventura Alegre el 17 de mayo de 1827. Alegre, un destacado oficial que había servido a las órdenes del general José de San Martín y participado en la batalla de Ituzaingó, fue emboscado y asesinado en las calles de la cercana ciudad de Maldonado por tropas brasileñas, presumiblemente de la guarnición. Lavalleja, indignado por este acto, resolvió expulsar a las fuerzas brasileñas de la zona.
Sin embargo, otra fuente afirma que el coronel Alegre fue asesinado por una bala perdida de un disparo brasileño, y no por una emboscada deliberada.
Lavalleja fue desaconsejado de llevar a cabo esta operación por el coronel José Brito del Pino, quien se opuso a la idea afirmando que un asunto tan trivial estaba por debajo del rango de un general en jefe del ejército. Brito del Pino sugirió confiar la operación al coronel Leonardo Olivera, al coronel Manuel Correa, o al coronel Isaac Thompson, jefe del 4.º Batallón de milicias activas de Buenos Aires. A pesar de ello, Lavalleja siguió firmemente decidido a llevar a cabo su plan y desestimó los consejos de Brito del Pino.

## Operación militar

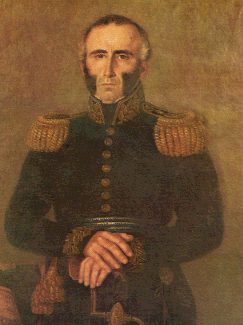
General de Brigada Juan Antonio Lavalleja, jefe del operativo.

### 16 de agosto
Lavalleja partió de su cuartel general en Durazno con su estado mayor el 11 de agosto de 1827. El 16 de agosto llegó a Maldonado y se reunió con el coronel Olivera, cuyas fuerzas estaban acampadas a lo largo del arroyo Maldonado. Esa noche, Lavalleja realizó un reconocimiento de las posiciones brasileñas en Punta del Este, regresando en la madrugada.

### 17 de agosto
El ataque comenzó al amanecer con un intenso intercambio de disparos y algunos cañonazos dirigidos contra la caballería del coronel Olivera. Lavalleja, junto con varios oficiales de su Estado Mayor,  observó las posiciones enemigas oculto por las dunas. Después de hacer las observaciones que consideró necesarias, ordenó a una guerrilla de doce hombres a caballo que disparase sobre las posiciones brasileñas. Lo hicieron durante tres horas, sin que los brasileños salieran de sus trincheras rodeando su fortín y respondiendo con fuego de mosquete y granadas, a las 4 de la tarde se suspendió el ataque. Esa noche, un grupo de exploración fue enviado cerca de las posiciones brasileñas para buscar un lugar adecuado para establecer una batería de artillería. No se encontró ningún lugar adecuado y el grupo regresó al campamento al amanecer.

### 18 de agosto
Las milicias se reagruparon en el campamento del coronel Olivera, reabasteciéndose de víveres y municiones. Se prepararon dos carronadas de 24 libras para el ataque, pero tuvieron que ser abandonadas debido a que las carretas se rompieron. Al amparo de la oscuridad, Lavalleja condujo sus fuerzas de regreso a las dunas, posicionándolas cerca del fortín para un nuevo asalto. Algunos guerrilleros tiroteaban desde otra posición en dirección al fortín y los brasileños respondían con algún cañonazo.

### 19 de agosto
Antes del amanecer, algunos milicianos del 4.º Batallón de Milicias Activas de Buenos Aires, contra órdenes explícitas, abrieron fuego contra el fortín tras detectar disparos de mosquete. Esta acción prematura alertó a los defensores brasileños, que lanzaron bengalas para exponer a los atacantes. Se produjo un feroz tiroteo en el que los brasileños emplearon metralla y cañones tanto del fotín como desde otra posición en la isla Gorriti. La falta de disciplina de la milicia provocó su huida en pánico, dejando sólo a la unidad de caballería, más disciplinada, para mantener el asalto. Las fuerzas de Lavalleja se vieron obligadas a retirarse. Gritos de Viva o Imperador! se oyeron de los soldados brasileños mientras la caballería se retiraba bajo fuego de artillería. En Maldonado se formó un nuevo batallón pero Lavalleja suspendió la operación.

## Consecuencias
Tras el fallido asalto, Lavalleja regresó a San Carlos, donde fue recibido con honores por los vecinos del lugar. El coronel Severino, comandante brasileño, fue hecho prisionero pocos días después cuando se dirigía a Montevideo al ser interceptado el barco que lo trasladaba por corsarios al servicio de las Provincias Unidas.  El fortín brasileño permaneció operativo hasta el final de la guerra del Brasil. La Convención Preliminar de Paz de 1828, específicamente el Artículo 13, estipuló la retirada de las fuerzas brasileñas e instó a que Brasil renunciara a Montevideo, Colonia y otros territorios ocupados, incluida la pequeña guarnición en Punta del Este.